# Laan Copes van Cattenburch
De Laan Copes van Cattenburch (vaak afgekort tot: Laan Copes) is een straat in de Archipelbuurt in Den Haag. De straat werd in 1870 aangelegd en is vernoemd naar burgemeester Lodewijk Constantijn Rabo Copes van Cattenburch en maakt deel uit van de Centrumring rond het Haagse stadscentrum.

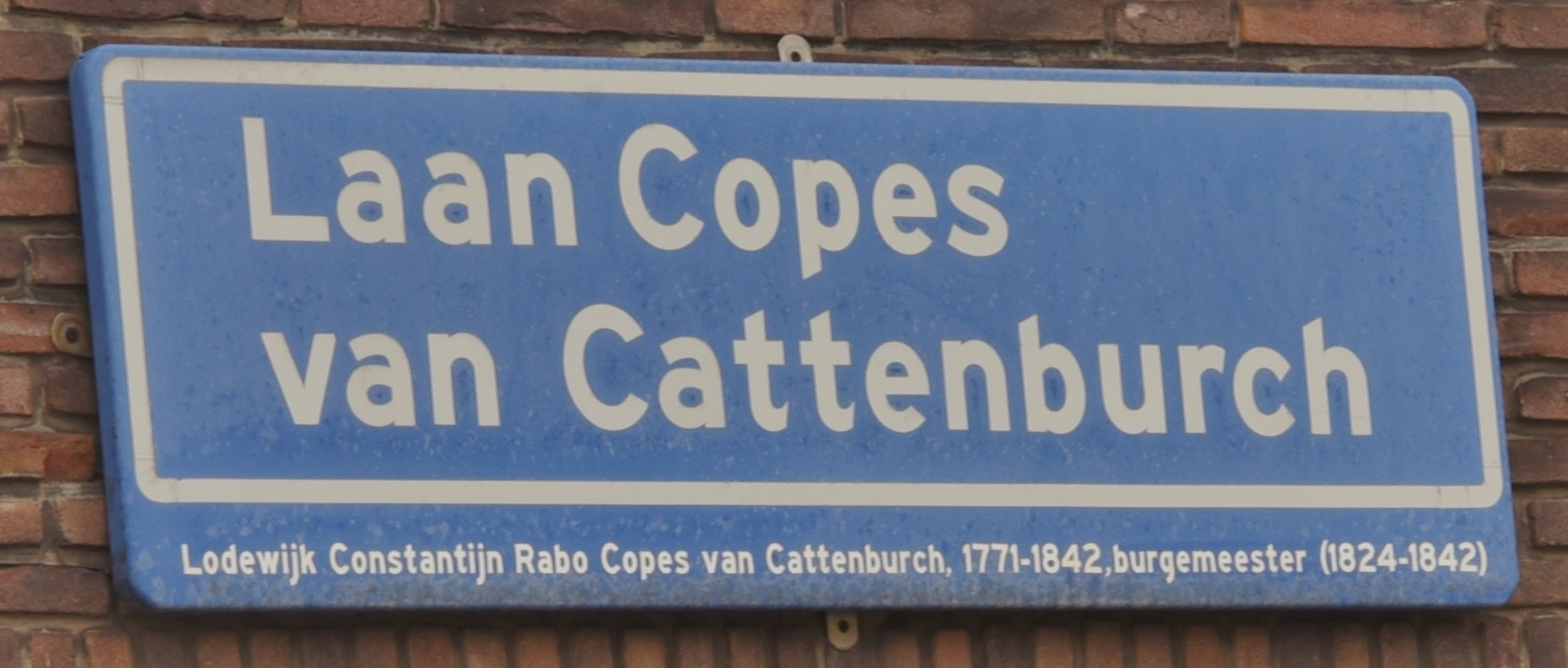

De Javastraat, die evenwijdig aan de laan loopt, markeerde jarenlang de rand van de stad. De laan vormde een nieuwe grenslijn van de stadsuitbreiding. Hij liep vanaf het begin van de Scheveningseweg, die al in de 17e eeuw werd aangelegd, tussen de Alexanderkazerne en het Alexanderveld door naar de brug over Het Kanaal, dat op aandringen van burgemeester Copes van Cattenburch was gegraven.
Tussen de Javastraat en de Laan Copes van Cattenburch ontwikkelde zich een nieuwe woonwijk, Willemspark II, en aan de andere kant van de Laan Copes kwam de Archipelbuurt.

## Burgemeester Patijnlaan
Het deel van die verkeerslichten tot aan de Scheveningseweg heet sinds 1957 Burgemeester Patijnlaan. In dat jaar werd aan deze laan een nieuw stadhuis geopend. Eén klein deel is nu een zijstraat naast het politiebureau en sinds 1957 heet dat Burgemeester van Karnebeeklaan.

## Bouwwerken
De bouwstijl van de meeste panden in de Laan Copes van Cattenburch is eclectisch. Veel van de panden worden als kantoor gebruikt, onder andere de vier in deze straat gevestigde ambassades.
In 1871-1872 werden er drie symmetrisch uitgevoerde panden gebouwd ontworpen door architect Jan Hendrik van Sluiters (1832-1916) in de eclectische stijl. Deze staan op de monumentenlijst.
Op Laan Copes van Cattenburch nummer 49 staat het huis dat Anton Johan Adriaan baron van Herzeele ter beschikking stelde aan de dichter P.C. Boutens.
De Laan Copes wordt doorkruist door de Balistraat, die in 1869 werd aangelegd.

## Ambassades
In de straat bevinden zich vier ambassades:
- op nr. 46: Ambassade van Costa Rica
- op nr. 70: Ambassade van Ghana
- op nr. 123: Ambassade van Thailand (sinds 1923)
- op nr. 125: Ambassade van de Fillippijnen

## Bekende bewoners
- Pieter Cornelis Boutens
- Stijn Verbeeck